# Eucyclidae
Famille
Famille
Synonymes
- Amberleyidae Wenz, 1938
- † Amberleyoidea Wenz, 1938
- Calliotropidae Hickman & McLean, 1990
- Turcicidae Bandel, 2010

Les Eucyclidae sont une famille de mollusques gastéropodes marins de la super-famille des Seguenzioidea dans l'ordre des Vetigastropoda.

## Historique
La famille des Eucyclidae est décrite en 1896 par le paléontologue allemand Ernst von Koken (1860-1912). Selon Paleobiology Database en 2025, cette famille est déclarée fossile.

## Synonymes fossiles et vivants
- Amberleyidae Wenz, 1938[1]
- † Amberleyoidea Wenz, 1938[1]
- Calliotropidae Hickman & McLean, 1990[1]
- Turcicidae Bandel, 2010[1]

## Liste des genres
Selon World Register of Marine Species (27 mars 2022) :
- genre † Amberleya J. Morris & Lycett, 1851
- genre Bathybembix Crosse, 1893
- genre † Calliomphalus Cossmann, 1888
- genre Calliotropis Seguenza, 1903
- genre Cidarina Dall, 1909
- genre Echinogurges Quinn, 1979
- genre † Eucycloidea Hudleston, 1888
- genre Ginebis Is. Taki & Otuka, 1943
- genre Lischkeia Fischer, 1879
- genre Putzeysia Sulliotti, 1889
- genre † Riselloidea Cossmann, 1909
- genre Spinicalliotropis Poppe, Tagaro & Dekker, 2006
- genre Tibatrochus Nomura, 1940
- genre Toroidia Hoffman & Freiwald, 2018
- genre Turcica Adams & Adams, 1854

### Synonymie des genres
- Bembix R. B. Watson, 1879 = Bathybembix Crosse, 1893
- Convexia Noda, 1975 = Ginebis Is. Taki & Otuka, 1943
- Mazastele Iredale, 1936 = Calliotropis Seguenza, 1903
- Ptychostylis Gabb, 1865 = Turcica Adams & Adams, 1854
- Solaricida Dall, 1919 = Calliotropis L. Seguenza, 1903
- Solariellopsis Schepman, 1908 = Calliotropis (Schepmanotropis) Poppe, Tagaro & Dekker, 2006
- Turcicula Dall, 1881 = Lischkeia P. Fischer, 1879

### Publication originale
- (de) Koken E., 1896 : « Die Gastropoden der Trias um Hallstadt ». Jahrbuch der Kaiserlich-Königlichen Geologischen Reichsanstalt, vol. 46, n. 1, p. 37−126.